# Ficus ruficaulis
Ficus ruficaulis är en mullbärsväxtart som beskrevs av Elmer Drew Merrill. Ficus ruficaulis ingår i släktet fikonsläktet, och familjen mullbärsväxter. Inga underarter finns listade i Catalogue of Life.